# Sibiciu de Sus, Buzău
Sibiciu de Sus este o localitate componentă a orașului Pătârlagele din județul Buzău, Muntenia, România. Se află în zona de munte, pe valea Buzăului.
Marele Dicționar Geografic al Romîniei consemnează, pe baza inscripțiilor de pe unele morminte, că acest sat ar data de la începutul secolului al XV-lea, când ar fi fost fondat de coloniști veniți din Transilvania, din zona orașului Sibiu, în frunte cu un anume Sibiceanu. La sfârșitul secolului al XIX-lea, cătunul Sibiciu de Sus era reședința comunei cu același nume, aflată în plaiul Buzău al județului Buzău. Comuna era formată din cătunele Băroiu, Bășcuretu, Gornet, Mlăcile, Murătoarea, Sibiciu de Sus și Sila, cu o populație de 870 de locuitori. În comună funcționau o școală frecventată de 64 de elevi (dintre care 6 fete) și două biserici ortodoxe, dintre care una, cu hramul Nașterea Maicii Domnului, fusese construită la 1764 de marele clucer Gherghe I. Sibiceanu. În 1925, comuna purta numele de Sibiciu, și preluase și satul Sibiciu de Jos (anterior în comuna Pănătău). Astfel, comuna Sibiciu era în aceeași plasă Buzău și avea în componență satele Gornetu, Murătoarea, Sibiciu de Jos, Sibiciu de Sus, și cătunele Baroianu, Mlăcile și Sila, având în total 1235 de locuitori.
În 1950, comuna a fost arondată raionului Cislău din regiunea Buzău și apoi (după 1952) din regiunea Ploiești. În 1968, comuna, care purta din nou numele de Sibiciu de Sus, a fost desființată și inclusă în comuna Pătârlagele, arondată județului Buzău, reînființat, comună devenită oraș în 2004.

## Personalități locale
- Radu Vlădescu (1886 - 1963), medic veterinar, biochimist, membru titular al Academiei Române.